# Liste des conseillers départementaux d'Eure-et-Loir
Pour un article plus général, voir Conseil départemental d'Eure-et-Loir.

## Liste des présidents
| Période                                                 | Période                                           | Identité                                          | Étiquette                                         | Étiquette                                         | Qualité |
| Liste des président successifs du conseil général       | Liste des président successifs du conseil général | Liste des président successifs du conseil général | Liste des président successifs du conseil général | Liste des président successifs du conseil général | Liste des président successifs du conseil général |
| Les données manquantes sont à compléter                 | Les données manquantes sont à compléter           | Les données manquantes sont à compléter           | Les données manquantes sont à compléter           | Les données manquantes sont à compléter           | Les données manquantes sont à compléter |
| ------------------------------------------------------- | ------------------------------------------------- | ------------------------------------------------- | ------------------------------------------------- | ------------------------------------------------- | --- |
| 1843                                                    | 1848                                              | Adelphe Chasles                                   |                                                   | Majorité ministérielle                            | Conseiller général du canton de Voves (1833-1848) Maire de Chartres (1830-1848) Député d'Eure-et-Loir                                                                                               |
| 1871                                                    | 1906                                              | Émile Labiche                                     |                                                   | Républicain                                       | Avocat Conseiller général du canton d'Auneau (1862-1913) Sénateur d'Eure-et-Loir |
| 1907                                                    | 1920                                              | Gustave Lhopiteau                                 |                                                   | PRRRS                                             | Avoué Conseiller général du canton de Maintenon (1892-1922) Député d'Eure-et-Loir Sénateur d'Eure-et-Loir Ministre de la Justice                                                                    |
| 1921                                                    | 1960 *                                            | Maurice Viollette                                 |                                                   | PRRRS puis PRS puis GD puis UDSR puis PRRRS       | Conseiller général du canton de Dreux-Est (1904-1960) Maire de Dreux (1908-1959) Député d'Eure-et-Loir Sénateur d'Eure-et-Loir Ministre d'État Décédé en fonction                                   |
| 1960                                                    | 1976                                              | Émile Vivier                                      |                                                   | SFIO puis PS                                      | Directeur de Mutuelle d'assurances Conseiller général du canton de Châteauneuf-en-Thymerais (1955-1979) Maire de Châteauneuf-en-Thymerais (1945-1983) Député d'Eure-et-Loir Sénateur d'Eure-et-Loir |
| 1976                                                    | 1979                                              | Edmond Desouches                                  |                                                   | PRG                                               | Conseiller général des cantons de Chartres-Nord (1953-1973), de Chartres-Nord-Ouest (1973-1982) puis de Lucé (1982-1988) Maire de Lucé (1947-1989) Député d'Eure-et-Loir                            |
| 1979                                                    | 1986                                              | Robert Huwart (d)                                 |                                                   | PRG                                               | Directeur d'entreprise Conseiller général du canton de Nogent-le-Rotrou (1967-1985) Maire de Nogent-le-Rotrou (1965-1987)                                                                           |
| 1986                                                    | 2001                                              | Martial Taugourdeau                               |                                                   | RPR                                               | Conseiller général du canton de Châteauneuf-en-Thymerais (1979-2001) Maire de Tremblay-les-Villages (1971-2001) Député d'Eure-et-Loir Sénateur d'Eure-et-Loir Décédé en fonction                    |
| 2001                                                    | 2015                                              | Albéric de Montgolfier,                           |                                                   | UMP                                               | Avocat Conseiller général du canton d'Orgères-en-Beauce (1998-2015) Conseiller municipal de Terminiers Sénateur d'Eure-et-Loir (depuis 2008)                                                        |
| Liste des président successifs du conseil départemental |                                                   |                                                   |                                                   |                                                   | |
| 2015                                                    | 2017                                              | Albéric de Montgolfier                            |                                                   | LR                                                | Avocat Conseiller départemental du canton des Villages Vovéens (2015-2021) Conseiller municipal de Terminiers Sénateur d'Eure-et-Loir (depuis 2008) Démissionnaire                                  |
| 17 octobre 2017                                         | 1er juillet 2021                                  | Claude Térouinard                                 |                                                   | LR                                                | Chef d’entreprise à la retraite Conseiller départemental du canton de Brou (depuis 2015) Conseiller général du canton de Cloyes-sur-le-Loir (1999-2015) Maire de Châtillon-en-Dunois (1979-2016)    |
| 1er juillet 2021                                        | en cours                                          | Christophe Le Dorven (d)                          |                                                   | LR                                                | Clerc de notaire Conseiller départemental du canton de Dreux-1 Adjoint au Maire de Dreux |

N.B. : concernant Eugène Casimir Lebreton (1791-1876), bonapartiste, conseiller général du canton de Nogent-le-Rotrou, les mandats de président du conseil général restent à déterminer,[source insuffisante].

Anciens présidents du conseil général d'Eure-et-Loir
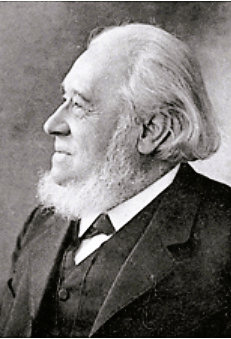
Émile Labiche.
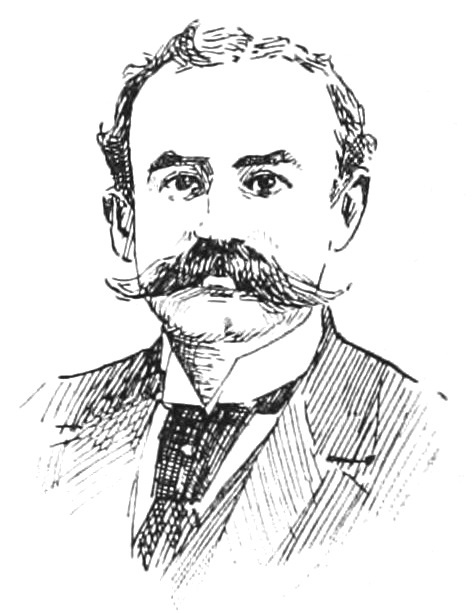
Gustave Lhopiteau, 1898.
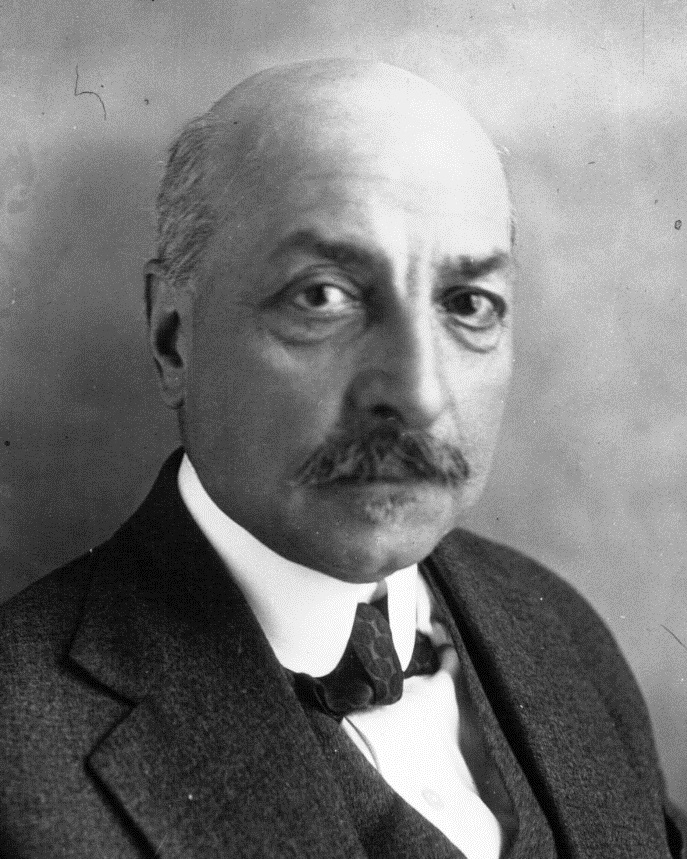
Maurice Viollette, 1929.
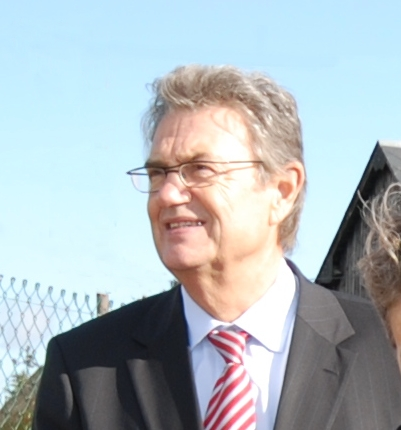
Gérard Cornu, 2009.

- De 1940 à 1945, les conseils généraux ont été suspendus par le Gouvernement de Vichy. Maurice Viollette a été déclaré « démissionnaire d'office » en 1941[7].

## Conseil départemental issu des élections de 2021

### Président
- Christophe Le Dorven, LR, conseiller départemental du canton de Dreux-1.

### Vice-présidents
Au nombre de sept, ils occupent des postes de présidents de commission.
- Anne Bracco, élue du canton d’Épernon, présidente de la commission Éducation et enseignement supérieur ;
- Éric Gérard, élu du canton de Nogent-le-Rotrou, président de la commission culture, vie associative, sport et usages numériques innovants ;
- Christophe Le Dorven (d), président du conseil départemental, président de la commission des Finances ;
- Évelyne Lefevbre, élue du canton d'Anet, présidente de la commission Solidarité, autonomie et santé publique et de la commission Ressources Humaines ;
- Stéphane Lemoine, élu du canton d’Auneau, président de la commission Infrastructures routières, mobilités et voies douces ;
- Bertrand Massot, élu du canton de Lucé, président la commission Établissements et services sociaux et médico-sociaux, et insertion ;
- Christelle Minard, élue du canton de Saint-Lubin-des-Joncherets, présidente de la commission Transition écologie et attractivité du territoire.

### Conseillers départementaux
Les conseillers départementaux sans vice-présidence de commission sont 23 :
- Francis Pecquenard, élu du canton d’Anet

- Annie Camuel, élue du canton d’Auneau

- Danièle Carrouget et Claude Térouinard, élus du canton de Brou

- Karine Dorange et Étienne Rouault, élus du canton de Chartres-1

- Élisabeth Fromont et Franck Masselus, élus du canton de Chartres-2

- Isabelle Vincent et Rémi Martial, élus du canton de Chartres-3

- Alice Baudet et Joël Billard, élus du canton de Châteaudun

- Évelyne Delaplace, élue du canton de Dreux-1

- Sylvie Honneur et Jacques Lemare, élus du canton de Dreux-2

- Jean-Noël Marie, élu du canton d’Épernon

- Laure De La Raudière et Hervé Buisson, élus du canton d’Illiers-Combray

- Emmanuelle Boutet-Gélineau, élue du canton de Lucé

- Stéphanie Coutel, élue du canton de Nogent-le-Rotrou

- Xavier Nicolas, élu du canton de Saint-Lubin-des-Joncherets

- Delphine Breton et Marc Guerrini, élus du canton des Villages Vovéens

| Composition des groupes politiques | Élus | Élus |
| --- | ---- | ---- |
| Union pour les Euréliens Christophe Le Dorven, Évelyne Delaplace, Annie Camuel, Stéphane Lemoine, Évelyne Lefebvre, Francis Pecquenard, Stéphanie Coutel, Éric Gérard, Anne Bracco, Jean-Noël Marie, Christelle Minard, Xavier Nicolas, Emmanuelle Boutet-Gélineau, Laure de La Raudière, Hervé Buisson, Sylvie Honneur, Jacques Lemare |      | 18   |
| Territoires d'Eure-et-Loir Claude Térouinard, Danièle Carrouget, Karine Dorange, Etienne Rouault, Élisabeth Fromont, Franck Masselus, Alice Baudet, Joël Billard, Delphine Breton, Marc Guerrini |      | 12   |

## Listes des conseillers départementaux d'Eure-et-Loir

### Conseillers départementaux par canton
Seuls les cantons ayant existé postérieurement à 1833, date à laquelle les conseillers sont élus et non nommés, figurent dans cette liste :
- Canton d'Anet (1790- )
- Canton d'Auneau (1790- )
- Canton d'Authon-du-Perche (1790-2015)
- Canton de Bonneval (1790-2015)
- Canton de Brezolles (1790-2015)
- Canton de Brou (1790- )
- Canton de Chartres-Nord (1833-1973)
- Canton de Chartres-Nord-Est (1973-2015)
- Canton de Chartres-Nord-Ouest (1973-1982)
- Canton de Chartres-Sud (1833-1973)
- Canton de Chartres-Sud-Est (1973-2015)
- Canton de Chartres-Sud-Ouest (1973-2015)
- Canton de Chartres-1 (2015- )
- Canton de Chartres-2 (2015- )
- Canton de Chartres-3 (2015- )
- Canton de Châteaudun (1790- )
- Canton de Châteauneuf-en-Thymerais (1790-2015)
- Canton de Cloyes-sur-le-Loir (1790-2015)
- Canton de Courville-sur-Eure (1790-2015)
- Canton de Dreux (1833-1973)
- Canton de Dreux-Nord-Est (1973-1982)
- Canton de Dreux-Sud-Ouest (1973-1982)
- Canton de Dreux-Est (1982-2015)
- Canton de Dreux-Ouest (1982-2015)
- Canton de Dreux-Sud (1982-2015)
- Canton de Dreux-1 (2015- )
- Canton de Dreux-2 (2015- )
- Canton d'Épernon (2015- )
- Canton de La Ferté-Vidame (1790-2015)
- Canton d'Illiers-Combray (1790- )
- Canton de Janville (1790-2015)
- Canton de La Loupe (1790-2015)
- Canton de Lucé (1982- )
- Canton de Maintenon (1790-2015)
- Canton de Mainvilliers (1982-2015)
- Canton de Nogent-le-Roi (1790-2015)
- Canton de Nogent-le-Rotrou (1790- )
- Canton d'Orgères-en-Beauce (1790-2015)
- Canton de Saint-Lubin-des-Joncherets (2015- )
- Canton de Senonches (1790-2015)
- Canton de Thiron-Gardais (1790-2015)
- Canton des Villages Vovéens (1790- )